# Desmodium boottii
Desmodium boottii är en ärtväxtart som beskrevs av Sereno Watson. Desmodium boottii ingår i släktet Desmodium och familjen ärtväxter. Inga underarter finns listade i Catalogue of Life.